# Juni Ciló
Juni Ciló (en llatí Junius Cilo) va ser un magistrat romà del segle i.
Era procurador del Pont Polemoniac durant el regnat de Claudi. Va portar a Claudi Mitridates II a Roma l'any 50 i va rebre les insígnies consulars. Dió Cassi diu que va ser governador de Bitínia. També explica que els habitants d'aquesta província es van queixar a Claudi que Ciló acceptava suborns, però Claudi no els va entendre a causa d'un refredat i quan va preguntar que havien dit al seu llibert Narcís, aquest li va dir que li donaven les gràcies pel govern de Ciló. Claudi, satisfet, li va allargar el govern per dos anys més.